# Butla (wieś)
Butla (ukr. Бітля, Bitla) – wieś na Ukrainie, w obwodzie lwowskim, w rejonie samborskim (wcześniej w rejonie turczańskim). Liczy 864 mieszkańców. Założona w 1530 r.
Położona jest nad potokiem Hnyła. W 1921 r. liczyła 1776 mieszkańców. W okresie międzywojennym w granicach Polski, wchodziła w skład powiatu turczańskiego.

## Ważniejsze obiekty
- Cerkiew greckokatolicka